# Systemdenken (Systemtheorie)
Dieser Artikel wurde auf der Qualitätssicherungsseite des Portals Soziologie eingetragen. Dies geschieht, um die Qualität der Artikel aus dem Themengebiet Soziologie auf ein akzeptables Niveau zu bringen. Hilf mit, die inhaltlichen Mängel dieses Artikels zu beseitigen, und beteilige dich an der Diskussion. (Artikel eintragen)
Systemdenken bedeutet, eine weitgehend beliebige Art von Phänomen zu untersuchen und dieses gegebenenfalls zu erklären, indem der Versuch unternommen wird, das besagte Phänomen in einem Systemmodell zu erfassen: Ein komplexes Set von Wechselwirkungen wird – oft unter Einbeziehung von Subsystemen, alle innerhalb eines Systems – modelliert (oder als Subsystem im Modell angedacht, jedoch wegen Irrelevanz reduziert). Voraussetzung dafür ist, dass das besagte Phänomen überhaupt modellierbar ist. Andererseits ist es aber auch möglich, mit dem fertigen Modell eines Phänomens zu beginnen oder auch nur ein Teilmodell zu erarbeiten und darauf Systemdenken anzuwenden.
In besonderen Szenarien kann Systemdenken das Erfordernis beinhalten, logische, mathematische, technische oder philosophische Paradigmen und Rahmen zu entwickeln, in denen physikalische, technologische, biologische, soziale, kognitive oder metaphysische Phänomene systemisch analysiert und ihr Systemverhalten zu deuten und zu erklären versucht wird (insbesondere dann, wenn Modellwissen dafür noch nicht ausgearbeitet zur Verfügung steht).

## Nähere begriffliche Eingrenzung
Systemdenken in der Systemtheorie fasst die typischen Sichtweisen eines Systemikers zusammen:
- Systeme bestehen aus einer Vielzahl von Einheiten unterschiedlichster Art, die als Ganzes bestimmte Eigenschaften realisieren und aufrechterhalten.
- Systemgrößen nicht als starr ansehen, sondern als sich ständig verändernde Größen. Auch Stabilität einer Größe wird nur durch irgendeine Aktivität erreicht.
- In Prozessen denken, nicht in Zuständen. Neben schwarz-weiß- bzw. ja-nein-Qualitäten existieren viele analoge Größen. Manche sind analytisch nicht beschreibbar.
- Systemgrößen existieren nur in Abhängigkeit, als Produkt von anderen Größen, die fördernd oder hemmend bezüglich dieser sind.
- Regelkreise, Produktkreise, Wirkungskreise, Prozesskreisläufe produzieren wiederkehrend bestimmte Eigenschaften.
- Ein System ist ein Gebilde mit Eigenheit, mit inneren Gesetzmäßigkeiten, die beachtet werden müssen; lebendige Systeme haben eigene Bedürfnisse, eigene Ziele.
- Ein System ist ein organisatorisch zusammengehörender, von anderen Beobachtungsobjekten unterscheidbarer Sachverhalt, dessen innere Ordnung (= Struktur) durch seine Komponenten (= Elemente) und deren Beziehungen (= Relationen, nicht Kausalitäten) hervorgerufen wird.
- Die Vielgestaltigkeit und Innergesetzlichkeit macht Vorhersagbarkeit nur bedingt möglich, feststellbar sind eher Makro-Eigenschaften, die über größere Bereiche (zeitlich, räumlich oder strukturell) festzustellen sind: z. B. Stabilität, Wahrscheinlichkeit, Mittelwerte, Qualität durch Quantität; die Vielgestaltigkeit und Innergesetzlichkeit erlaubt (folgerichtig) keine punktuelle oder mechanisch zu denkende Einflussmöglichkeit; stattdessen sind Handlungen sinnvoll wie Bereitstellung, Energie, Kommunikation, Lehren & Lernen, Austausch, Formung, Gestalt, ganzheitliche bzw. kombinierte Herangehensweise, Resonanz.
- Alle Systemteile sind selbst Systeme (oft Subsysteme genannt), die einen Teil ihrer Selbst, ihrer Aktivität, ihrer Struktur, ihrer Energie in das betrachtete System einbringen (aber auch Bereiche haben, deren Steuerung nur diesen selbst obliegt).
- Jeder Systemteil ist meistens Teil mehrerer Systeme, in denen er unterschiedlichste Funktionen ausführt.

## Reduktion von Komplexität
Klassische und fachliche Sichtweisen können als Mittel zur Reduktion von Komplexität in größeren Systemen angesehen werden; dazu gehören: einfache Mechanik, einfache Regeln, lineares und kategorisches Denken (die durchaus für Teillösungen in sehr kleinen Bereichen verwendet und ggf. auch auf andere Systeme übertragen werden). In vielen Fällen ist jedoch eine vielgestaltigere, dynamischere Sichtweise angebracht, ohne dabei jedoch Effektivitätsprinzipien zu vernachlässigen.

## Unterscheidung von Innen- und Außenwelt, Wiederverwendung
- Innen und Außen. Die Unterscheidung zwischen dem Systeminnern und der Außenwelt und die Beziehung zwischen beiden ist ein wesentlicher Punkt.
- Wiederverwendung ist ein zentrales Werkzeug von Systemen zur Bildung von Energieüberschüssen.

## Methoden
Beispiele für sehr einfache und ohne spezifische Vorkenntnisse anwendbare Methoden des visuellen Denkens in Systemen sind die Konstellationsanalyse und das Vernetzte Denken: Die Konstellationsanalyse dient beispielsweise zur Skizzierung von Akteuren und deren Beziehungen zueinander, wodurch konfliktäre Polarisierungen und Kooperationspotenziale abgeleitet werden können. Mit dem vernetzten Denken können Teilsysteme und deren gegenseitige Beeinflussung dargestellt werden, um Bedingungen für Kaskadeneffekte und Zustandsänderungen (Kipppunkte) abzuleiten.